# Zmarli w roku 1809
Lista osób zmarłych w 1809:

## marzec 1809
- 7 marca – Johann Georg Albrechtsberger, kompozytor austriacki[1]

## maj 1809
- 31 maja – Joseph Haydn, austriacki kompozytor[2]

## czerwiec 1809
- 8 czerwca – Thomas Paine, brytyjski pisarz i myśliciel, jeden z ojców założycieli USA[3]

## sierpień 1809
- 30 sierpnia – Ignacy Potocki, polski polityk i działacz patriotyczny, publicysta[4]

## listopad 1809
- 26 listopada – Nicolas Dalayrac, kompozytor francuski[5]

- data dzienna nieznana: 
  - Jakow Bułhakow (ros. Яков Иванович Булгаков), rosyjski dyplomata, poseł w Rzeczypospolitej[6]
  - Jerzy Wielhorski, pisarz polny litewski, konsyliarz konfederacji generalnej koronnej w konfederacji targowickiej[7]